# Ōda

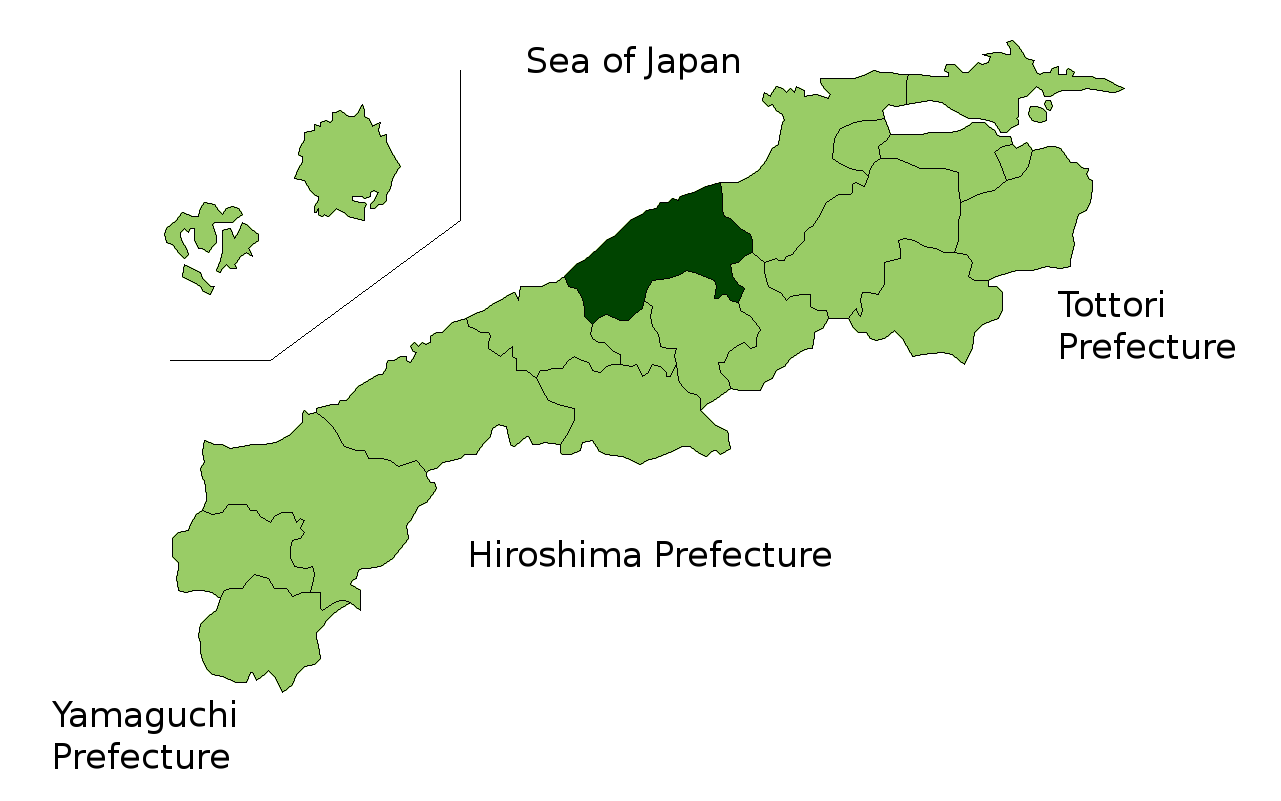

Ōda (浜田市 Ōda-shi?) este un municipiu din Japonia, prefectura Shimane.